# Sinful
Sinful er en dansk online sexshop, som sælger sexlegetøj og lingeri på nettet. Den blev grundlagt i 2008, og den har siden 2016 været Nordens største online sexshop.
Sinful har 9 egne brands og over 6500 lagerførte produkter.
Virksomheden blev i 2019 den første til at lancere en økologisk og svanemærket glidecreme.. 
De opererer på 6 markeder: Danmark, Sverige, Finland, Norge, Frankrig og England. 

## Historie
Virksomheden blev stiftet i 2008 af Mathilde Mackowski og Tonny Andersen og har i dag over 150 ansatte.
Virksomheden blev i marts 2021 solgt til kapitalfonden Polaris.